# Cylindroiulus broti
Iule à tête rousse
Espèce
Cylindroiulus broti (anciennement Julius brotii), communément appelé Iule à tête rousse, est une espèce de mille-pattes de montagne de la famille des Julidae.

## Description
Cylindroiulus broti présente un corps fin et allongé, pouvant atteindre 42 mm et compter 103 paires de pattes (pour la femelle). De coloration générale sombre, il est caractérisé par la région antérieure (tête et premiers segments) et postérieure rousse ou rougeâtre.
Assez commun, c'est une espèce montagnarde, qu'on ne rencontre pas en plaine. Il vit sous les sapins, dans le bois en décomposition ou sous la mousse.